# El veterano
El veterano (internationaler Titel The Veteran) ist ein chilenischer Essay-Dokumentarfilm von Jerónimo Rodríguez. Die Uraufführung des Films ist am 16. Februar 2022 bei den 72. Internationalen Filmfestspielen Berlin in der Sektion „Forum“.

## Handlung
Julio und Gabriel recherchieren für einen Film, der die wahre Geschichte eines amerikanischen Priesters erzählen soll, der beschuldigt wird, die Atombombe über Hiroshima abgeworfen zu haben und anschließend nach Süd-Chile auswanderte. Hierfür reisen sie nach Chile in die Orte Curepto und Licantén, Queens, Manhattan, Philadelphia, Iowa – und durch ganz Santiago. Sie passieren menschenleere Architekturen, Fassaden und Landschaften und teilen ihre Gedanken aus dem Off. Der Film nimmt Gestalt an, doch die Geschichte des Priesters hat Lücken. Julio und Gabriel reflektieren diese über subjektive Eindrücke, leere Reklametafeln, Mapuche-Häuptlinge, Filme und Romane aller erdenklichen Genres, Spannungen im Kalten Krieg und alles, was sie je berührten.

## Rezeption
Nach den Filmen El rastreador de estatuas (2015) und Aquí no ha pasado nada (2016) analysiert Rodríguez in El veterano „die Vergangenheit und meditiert gleichzeitig über die Natur von Geschichten, wobei er grundlegende Fragen über die Stellung von Menschen in historischen Konflikten aufwirft“.

## Auszeichnungen und Nominierungen
- 2022: Internationale Filmfestspiele Berlin
  - Nominierung für den Caligari-Filmpreis (mit 4.000 Euro dotiert)[3]